# The Flower Kings
The Flower Kings és una banda sueca de rock progressiu. Formada a l'Agost de 1994 pel veterà guitarrista Roine Stolt com a banda d'acompanyament per la gira del seu àlbum en solitari The Flower King, van romandre junts després de la gira i han esdevingut una de les bandes més prolífiques de la seva era. En 13 anys han gravat prop de 18 de música repartides en 11 àlbums. La seva música és similar a la dels primers grups de rock simfònic (com Yes, per exemple), marcada pels canvis dinàmics bruscs, polirítmies, forts baixos, harmonies vocals, lletres de cançons abstractes i a vegades sense sentit, i longitud desteses dels temes.

## Història
The Flower Kings han canviat sovint de formació. Els membres originals dels disc en solitari de roine Stolt foren el mateix Stolt (cantant, guitarra elèctrica, baix i teclats), Jaime Salazar (bateria), i Hasse Fröberg (veus). Més tard van afegir com a músics de suport per a la gira a Michael Stolt al baix i a Tomas Bodin als teclats. Michael Stolt fou reemplaçat per Jonas Reingold el 2000, i Jaime Salazar per Zoltan Csörsz el 2002. Daniel Gildenlöw de Pain of Salvation es va unir a la formació aquell mateix any com a multiinstrumentista i cantant.
Altres contribucions inclouen Hasse Bruniusson a les percussions i Ulf Wallander al saxòfon.
Roine Stolt ha escrit la majoria de material que la formació ha gravat, amb Bodin contribuint a la resta. La música es descriu millor com a rock simfònic progressiu, tenint una gran semblança amb la música de Yes, King Crimson, Gentle Giant, o els primerencs Genesis, amb influències de jazz fusió i blues. Les lletres acostumen a ser molt positives i edificants, afirmant valors com l'amor, la pau i l'espiritualitat, fet que els acosta encara més a Yes.
El seu àlbum de 1999 Flower Power conté un dels temes més llargs del rock progressiu mai gravat, "Garden of Dreams", de prop de 60 minuts dividits en 18 seccions.
Al Juny de 2007 van editar The Road Back Home, una compilació de cançons d'entre el 1994 i el 2006 remesclades, a més de "Little Deceiver" (un tema inèdit) i una versió sencera del tema  "The Cinema Show" de Genesis'.
Zoltan Csörsz fou reemplaçat per un nou bateria Marcus Liliequist per a un àlbum, però va retornar a la formació el 2007 per al disc The Sum of No Evil. I va ser reemplaçat posteriorment per Erik Hammarström el 2008.
L'any 2008, Ola Heden, anteriorment a Karmakanic, projecte paral·lel de Reingold, entra a The Flower Kings com a guitarra, cantant i teclats.
Al novembre del mateix 2008 la formació obra el Ecco Prog Fest a Moscou.
El 2 de febrer de 2012 va ser anunciat un nou àlbum de la formació , "Banks of Eden", que veuria la llum el 18 de Juny amb un nou bateria, Felix Lehrmann.
Roine Stolt també ha gravat 4 àlbums en estudi amb el supergrup Transatlantic, amb membres de Dream Theater, Spock's Beard, i Marillion, als anys 2000, 2001, 2009, i 2014.

## Membres
Actuals
- Roine Stolt - guitarra, veus, teclats, baix (1995 - present)
- Hasse Fröberg - veus, guitarra (1995 - present)
- Tomas Bodin - teclats (1995 - present)
- Jonas Reingold - baix (1999 - present)
- Felix Lehrmann - bateria (2012 - present)

Anteriors
- Jaime Salazar - bateria (1995 - 2001)
- Michael Stolt - baix (1995 - 1999)
- Zoltan Csörsz - bateria (2001 - 2005; 2007)
- Daniel Gildenlöw - veus, guitarra, teclats (2002 - 2004)
- Marcus Liliequist - bateria (2005 - 2006)
- Erik Hammarström - bateria (2008)
- Ola Heden - veus, teclats, guitarra (2008)

Convidats
- Hasse Bruniusson - percussions (1995 - present)
- Ulf Wallander - saxòfon (1995 - present)
- Pat Mastelotto - bateria (2007)

## Discografia

### En estudi
- Back in the World of Adventures (1995)
- Retropolis (1996)
- Stardust We Are (1997, doble CD)
- Flower Power (1999, doble CD, l'edició japonesa inclou temes extra)
- Space Revolver (2000, l'edició japonesa és 2CD i inclou 5 temes extra)
- The Rainmaker (2001, edició especial limitada amb doble CD que inclou 6 temes extra i una part interactiva)
- Unfold the Future (2002, edició limitada 2CD Digipack amb un tema extra)
- Adam & Eve (2004, l'edició japonesa és 2CD i inclou temes extra)
- Paradox Hotel (2006, doble CD)
- The Sum of No Evil (2007, edició limitada 2CD Digipack amb un 3 temes extra)
- Banks of Eden (2012, edició especial limitada, amb 2CD i vinil, inclou 4 temes extra)
- Desolation Rose (2013)
- Waiting for Miracles (2019)
- Islands (2020)
- By Royal Decree (2022)
- Look At You Now (2023)

### En directe
- Alive on Planet Earth (2000, 2CD)
- Meet the Flower Kings (2003, 2CD i DVD, disponibles junts i per separat)
- Instant Delivery (2006, 2DVD, amb edició limitada que inclou 2CD i llibret)
- Tour Kaputt (2011, 2CD i DVD, disponibles junts i per separat)

### Pirates oficials d'edició limitada
- Édition Limitée Québec (1998) (temes inèdits i en directe)
- The Rainmaker Tour 2001 (descarregable des de la seva web, no disponible comercialment)
- Live in New York - Official Bootleg (2002)
- BetchaWannaDanceStoopid!!! (2004)
- Carpe Diem - The Flower Kings Live in USA (2008)

### Fan Club àlbums
- Fan Club 2000 (2000)
- Fan Club 2002 (2002)
- Fan Club 2004 (2004)
- Fan Club 2005 / Harvest (2005)

### Recopilacions
- Scanning the Greenhouse (1998)
- Progressive Rock Anthems (diversos artistes) (2001)
- The Road Back Home (2007)